# Рексем (футбольний клуб)
«Ре́ксем» (валл. Clwb Pêl-droed Wrecsam, англ. Wrexham Football Club) — валлійський футбольний клуб з однойменного міста. Заснований у 1864 році. Домашні матчі проводить на стадіоні «Рейскорс Граунд». У цей час виступає у Чемпіоншипі, другому за силою дивізіоні Англії. Незважаючи на участь в чемпіонаті Англії, до 1996 року брав участь в розіграші Кубка Уельсу, ставши 23 — разовим його володарем. Завдяки цим успіхам «Рексем» регулярно брав участь в розіграшах Кубку володарів кубків.

## Історія

### Заснування клубу і регіональні змагання
Клуб був заснований членами крикетного клубу Рексема, для гри під час зимових місяців в 1864 році, що робить «Рексем» одним із найстарших клубів у світі і найстаршим — в Уельсі.
У 1876 році була заснована Футбольна асоціація Уельсу і відбувся матч проти Шотландії — перша гра національної збірної Уельсу, до складу якої увійшли Альфред Девіс і Едвін Кросс, — перші з безлічі гравців «Рексема», що захищали кольори збірної.
У 1877 році був організований Кубок Уельсу, а «Рексем» став першим його володарем, перегравши у фіналі клуб «Друідс».
У 1883 році «Рексем» дебютував в Кубку Англії, проте поступився в першому ж матчі, а безлади на трибунах привели до того що клуб був розформований. Через місяць був заснований новий клуб — «Рексем Олімпік», а через три роки слово 'Олімпік' було видалене з назви.
У 1890 році «Рексем» увійшов до складу Комбінації, футбольної ліги регіонального масштабу, і провів в її складі 4 роки, після чого через швидке зростання витрат було вирішено покинути цю лігу і приєднатися до Валлійської Ліги, яка була виграна двічі з двох, після чого, в результаті падіння відвідуваності і зростання витрат на переїзди було вирішено повернутися в Комбінацію. «Рексем» виступав в регіональних лігах до 1921 року, за цей час ставши 12-разовим володарем Кубку Уельсу, після чого став одним з учасників першого сезону Третього Дивізіону чемпіонату Англії.
Старт у Футбольній Лізі і важкі післявоєнні роки.
У сезоні 1927/28 «Рексему» вдалося пробитися в 1/16 Кубку Англії, де валлійці поступилися представникові Першого дивізіону «Бірмінгем Сіті». Сезон 1932/33 став найуспішнішим у довоєнній історії «Рексема» — клуб зайняв друге місце в Третьому Дивізіоні. У нападі блищав Томмі Бамфорд, що став найкращим бомбардиром в історії «Рексема», забивши за шість років 175 м'ячів в матчах Ліги.
У чемпіонаті 1939/40, обірваному через війну, «Рексем» уперше виступав в червоно-білій формі, відтоді традиційній. Влітку 1949 року «Рексем» вчинив перше закордонне турне, провівши в Німеччині 3 матчі проти команди Британської армії. У Кубку Англії 1956/57 «Рексем» знову пробився в четвертий раунд, в якому доля звела валлійців зі знаменитими Малюками Басбі. Матч проходив в Рексемі у присутності 34445 уболівальників, що до цього дня є клубним рекордом, і завершився перемогою «Манчестер Юнайтед» 5-0.
Після реформи системи англійських ліг «Рексем» провів два сезони в Третьому дивізіоні, вилетівши в Четвертий за підсумками чемпіонату 1959/60. Справи пішли в гору і клуб повернувся в Третій дивізіон услід за призначенням Кена Барнса на пост граючого головного тренера в 1961 році, проте сплеск був тимчасовим, через два роки клуб знову вилетів, а в 1966 році став гіршим в усій Футбольній лізі, посівши 24 місце в Четвертому дивізіоні.

### Успіхи 1970-х років
Після перемоги в Кубку Уельсу 1971/72 «Рексем» отримав право представляти країну в Кубку Кубків. Першим суперником валлійців став швейцарський «Цюрих». Гостьовий матч завершився нічиїй, а удома «Рексем» добився перемоги 2-1 і вийшов в 1/8 фіналу, де їх суперником став югославський «Хайдук». «Рексем» не зміг утримати перевагу, здобуту в домашньому матчі, що завершився з рахунком 3-1, поступившись в гостях 0-2, і вилетів з єврокубка.
Перед сезоном 1973/74 клуб змінив свій герб на нинішній. Також цей рік приємним тим, що «Рексем» дістався до шостого раунду Кубку Англії, перегравши в четвертому раунді майбутніх чемпіонів Другого Дивізіону «Мідлсбро», а в п'ятому — представників Першого Дивізіону «Саутгемптон». У чвертьфінальному матчі валлійці поступилися іншому представникові Першого Дивізіону — «Бернлі» в гостьовому матчі 0-1.
У сезоні 1975/76 «Рексем» добився найкращих у своїй історії результатів у Кубку Кубків, перемігши спочатку шведський «Юргорден», а потім польську «Сталь». У чвертьфіналі суперником валлійців став бельгійський «Андерлехт». У наполегливому двох матчевому протистоянні «Рексем» поступився 1-2 майбутнім володарям трофея.
У наступному сезоні «Рексем» добився ще двох перемог над представниками Першого Дивізіону, перегравши «Тоттенгем Готспур» в Кубку Ліги, і «Сандерленд» в Кубку Англії. Проте закінчення сезону стало справжнім розчаруванням для уболівальників — для того, щоб забезпечити собі місце в Другому Дивізіоні «Рексему» необхідно було набрати всього 3 очки в 4 останніх матчах, проте завдання виявилося нездійсненним.
Сезон 1977/78 став найуспішнішим в історії клубу — «Рексем» виграв Третій Дивізіон, уперше добившись права виступати в Другому, у черговий раз виграв Кубок Уельсу, а також добрався до 1/4 фіналу як в Кубку Англії, так і в Кубку Ліги.
У лютому 1979 року в 4 раунді чергового розіграшу Кубку Англії «Рексем» добився нічиєї 3-3 із зоряним «Тоттенгем Готспур» з Гленном Годдлом і поступився в переграванні 2-3. Черга перемог над грандами продовжилася в 1982 році, коли в третьому раунді Кубку Англії був переможений «Ноттінгем Форест».

### Поступове згасання
На цьому найуспішніший період в історії валлійського клубу завершився, в 1982 році «Рексем» не зміг відстояти місце в Другому Дивізіоні, після чого клуб почав зазнавати фінансові труднощі і команду покинули декілька провідних футболістів. Знекровлений клуб вилетів в Четвертий Дивізіон, не затримавшись в Третьому, довше чим на один сезон. Незважаючи на катастрофічні результати в Лізі, «Рексем» продовжив чергу вдалих виступів в Кубку кубків, отримавши, мабуть, найгучнішу перемогу на європейській арені в домашньому матчі першого раунду проти португальського «Порту» з рахунком 1-0. У грі у відповідь вже до 38-ї хвилини «Порту» повів 3-0, проте валлійцям вдалося переламати хід матчу і в результаті поступитися з рахунком 3-4, що влаштовує їх. Незважаючи на це, в чемпіонаті «Рексем» виступав слабо, після чого головним тренером був призначений колишній гравець і улюбленець публіки Діксі МакНіл. Під його керівництвом команда повернулася в середину таблиці і знову отримала право виступати в єврокубках, де після перемоги на мальтійським «Зурріком» учинила наполегливий опір іспанській «Сарагосі», поступившись лише по кількості забитих в гостях голів.
Під керівництвом Діксі МакНіла в 1989 році «Рексем» фінішував в зоні плей-оф Четвертого дивізіону, проте поступився у фінальному матчі «Лейтон Орієнт» 1-2. Після невдалого старту нового чемпіонату Діксі МакНіл був звільнений і його змінив Браян Флінн.
У сезоні 91/92 «Рексем» продовжив зазнавати фінансові труднощі. Справи в Лізі йшли погано, з Кубку Ліги клуб був вибитий на ранній стадії, останнім шансом відрізнитися був Кубок Англії. Після перемог над командами з нижчих дивізіонів в першому і другому раундах суперником «Рексема» був діючий чемпіон «Арсенал». «Рексем» взяв одну з найсенсаційніших перемог в історії Кубку Англії, вигравши 2-1, причому перемога стала вольовою — перший гол забили лондонці. У наступному раунді «Рексем» добився перегравання після нічиєї 2-2 проти «Вест Гем Юнайтед», проте в повторному матчі поступився 0-1.
Перед початком сезону 92/93 «Рексем» придбав нападника Гарі Беннетта у принципових суперників «Честер Сіті». Команда перетворилася і за два тури до закінчення сезону забезпечила собі повернення в Другий Дивізіон (що був до основи Прем'єр-ліги Третім Дивізіоном).
У розіграші Кубку Англії 94/95 «Рексем» дістався до Четвертого раунду, де їм належало зіграти на Олд-Траффорд з діючим чемпіоном «Манчестер Юнайтед», цього разу дива не сталося і «Рексем» поступився 2-5, хоча і вів по ходу матчу. Також цей сезон був відмічений черговою перемогою в Кубку Уельсу, як виявилося, останньою в історії «Рексема» — з цього року команди, що виступають в англійському чемпіонаті, не можуть брати участь в розіграші Кубку Уельсу. Суперником «Рексема» в кваліфікаційному раунді Кубку Кубків став румунський «Петролул». Після безгольової домашньої зустрічі «Рексем» пропустив єдиний гол в другому таймі матчу в Румунії і завершив участь в єврокубках.
У розіграші Кубку Англії 96/97, на шляху до третього у своїй історії чвертьфіналу валлійці переграли представника Прем'єр-ліги «Вест Гем Юнайтед», причому перемога була здобута в гостьовому переграванні, після того, як матч на Рейскорс Граунд завершився внічию. Перегравши в 1/8 фіналу представника Першого Дивізіону «Бірмінгем Сіті», «Рексем» отримав в суперники по чвертьфіналу «Честерфілд», яким і поступився в гостьовій зустрічі 0-1.
У листопаді 1999 року «Рексем» отримав чергову кубкову перемогу над представником Прем'єр-ліги, цього разу був переможений «Мідлсбро» 2-1.
На початку 2000-х клуб почали переслідувати нефутбольні проблеми. Тодішній голова клубу Алекс Гемілтон мав намір продати стадіон Рейскорс Граунд своїй компанії, для подальшого використання земель у своїх цілях. Влітку 2004 року Гемілтон повідомив, що клуб повинен покинути стадіон впродовж року. Уболівальники клубу організували співпрацю з прихильниками «Брайтон енд Гоув Альбіон», яким раніше вдалося з успіхом вийти з аналогічної ситуації і зберегти свій стадіон.

### Фінансові труднощі і виліт з Футбольної ліги
3 грудня 2004 року клуб рішенням суду був поставлений під зовнішнє управління, що стало результатом виявлених боргів у розмірі 2.6 мільйонів фунтів. «Рексем» став першим клубом Футбольної Ліги, який був оштрафований на 10 очок, що у результаті привело до вильоту в Третій Дивізіон. Незважаючи на фінансові труднощі, «Рексему» вдалося взяти перемогу в розіграші Трофея Футбольної Ліги 04/05, перегравши у вирішальному матчі «Саутенд Юнайтед» 2-0 в додатковий час завдяки голам Даррена Фергюсона і Хуана Угарте.
У жовтні 2005 року Бірмінгемський Вищий Суд виніс ухвалу про те, що компанія Алекса Гемілтона неналежно оформила право власності на землю, і, таким чином, стадіон залишився в руках адміністраторів. 30 квітня була досягнута домовленість з новим власником клубу Невіллом Дікенсом, чия кандидатура була підтримана як адміністраторами, так і кредиторами клубу всього за 3 дні до ухвалення рішення про майбутнє клубу — в результаті «Рексем» зберіг своє місце у складі Футбольної Ліги 06/07.
Сезон почався добре — клуб видав 8-матчеву безпрограшну серію, розгромивши в гостях у тому числі представника Чемпіоншипа «Шеффілд Венсдей» 4-1. Проте несподівані розгромні поразки від аутсайдерів «Аккрінгтон Стенлі» 5-0 і «Стокпорт Каунті» 5-2 стали початком важкої боротьби за збереження місця в Лізі 2. У січні після черги слабких матчів сталася зміна головного тренера, що не принесла спочатку поліпшення гри. Втім, до кінця сезону доля «Рексема» була в його власних руках і в зустрічі останнього туру з «Бостон Юнайтед» на Рейскорс Граунд «Рексем» добився перемоги 3-1, зберігши тим самим місце в Лізі, одночасно відправивши суперників до Конференції.
Перед початком наступного сезону «Рексем» зробив декілька добрих надбань, і прихильники чекали поліпшення результатів і боротьби за підвищення, проте незважаючи на це до середини листопада клуб, набравши всього 10 очок, розташувався в підвалі турнірної таблиці. Услід за вильотом з Кубку Англії в першому раунді головний тренер клубу Браян Керрі був звільнений, і йому на зміну був запрошений досвідчений Браян Літтл. Після непоганого початку продовжилася серія з 7 поразок підряд. У січневе трансферне вікно клубом було придбано 11 футболістів. Клуб взяв декілька перемог, у тому числі над претендентами на підвищення, проте черга травм провідних футболістів привела до того, що клуб завершив сезон в зоні вильоту і покинув Футбольну Лігу через 87 років участі.

### Національна Конференція
Незважаючи на результат, що розчаровує, клуб уклав новий дворічний контракт з Браяном Літтлом, а в першому турі з рахунком 5-0 був розгромлений фаворит сезону «Стівенідж». За вдалим початком наступив провал, і після поразки від «Рашден енд Даймондс» і виступи уболівальників проти Літтла, контракт з головним тренером був розірваний з обопільної згоди. Його змінив знаменитий нападник збірної Уельсу Дін Сондерс. Свій перший сезон в Конференції «Рексем» завершив на 10 місці. Сезон 09/10 пройшов аналогічно, «Рексем» розташувався в середині таблиці і не брав участь у боротьбі за місця в плей-офф.
У березні 2011 року «Рексем» був придбаний об'єднанням уболівальників клубу Wrexham Supporters' Trust. За підсумками сезону валлійці отримали право взяти участь в плей-офф, посівши четверте місце, але в півфінальному протистоянні поступилися «Лутон Таун» 1-5 по сумі матчів.
На початку сезону 11/12 Дін Сондерс покинув «Рексем» і вирушив працювати в «Донкастер Роверз», а його місце зайняв гравець клубу, найдосвідченіший 37-річний нападник Енді Моррелл. Незважаючи на призначення, він продовжив виступи гравцем, забивши 14 м'ячів в 49 іграх за підсумками сезону. Після 16-річної перерви, «Рексем» знову був включений в число учасників Кубку Уельсу, проте, в результаті виниклих складнощів з календарем, перший же матч був призначений на один день з грою другого раунду Кубку Англії проти «Брентфорда». Основний склад було вирішено виставити на матч Кубку Англії і він добився несподіваної перемоги 1-0, дублери ж поступилися «Ейрбасу» 1-2 в додатковий час. У березні 2012 року УЄФА зробив заява про те, що клуби виступають в системі англійських ліг не отримають місця в єврокубках у разі перемоги в Кубку Уельсу, таким чином це був перший і останній матч «Рексема» в Кубку Уельсу після довгої перерви. У третьому раунді Кубку Англії суперником «Рексема» став представник Чемпіоншипа «Брайтон енд Гоув альбіон». Гостьова гра і перегравання на Рейскорс Граунд завершилися з однаковим рахунком 1-1, а в серії пенальті перемогу святкував «Брайтон». Під керівництвом граючого тренера Енді Моррелла «Рексем» набрав за підсумками сезону рекордні 98 очок, проте цього не вистачило, щоб випередити «Флітвуд Таун». У півфіналі плей-оф суперником валлійців знову став «Лутон Таун», і знову «капелюшники» були сильніші.
У сезоні 12/13 «Рексем» зберіг своє місце в числі лідерів Конференції, пробившись у фінал плей-офф Конференції і Трофея Футбольної Ліги. Таким чином, уперше у своїй історії «Рексем» виступав на «Вемблі», причому відразу двічі за рік — з різницею в 5 тижнів. Спочатку у фінальному матчі Трофея Футбольної Ліги проти «Грімсбі Таун» була отримана перемога в серії пенальті, а після перемоги півфінальному протистоянні з тим, що закінчив другими сезон «Кіддермінстер Гарріерз» із спільним рахунком 5-2, «Рексему» належало зіграти у валійському фіналі плей-офф проти «Ньюпорт Каунті». Матч також завершувався внічию, проте в самій кінцівці «Рексем» пропустив два м'ячі і утретє підряд втратив можливість повернутися у Футбольну Лігу.

## Стадіон
Стадіон Рейскорс Граунд розміщений у північно-західній частині Рексема, недалеко від Університету Гліндура, який придбав стадіон з 2011 року і додав нинішню повну назву арени — Glyndŵr University Racecourse Stadium.
Стадіон є домашнім для «Рексема» і регбійного клуба «Норт Вейлс Крузейдерс». Згідно з Книгою рекордів Гіннеса, Рейскорс Граунд є найстаршим у світі стадіоном, використовуваним для міжнародних змагань, — нині тут проводить свої домашні матчі молодіжна збірна Уельсу.
Після того, як стояча трибуна була закрита на реконструкцію, місткість стадіону зменшилася з 15500 до 10500 глядачів, таким чином Рейскорс Граунд є найбільшим стадіоном на півночі Уельсу.

## Тренувальна база
Тренувальна база «Рексема» відкрилася в червні 1997. На будівництво було витрачено £750,000, а база була визнана однією з найкращих у Футбольній Лізі і нерідко використовувалася більше титулованими клубами, у тому числі «Барселоною», «Рейнджерс» і національними збірними Уельсу і Англії.

## Досягнення
- Кубок Уельсу:
- Переможець (23)
- Трофей футбольної ліги:
- Переможець (1): 2004/05
- Національна Ліга:
- Переможець (1): 2022/23
- Чвертьфіналіст Кубка володарів кубків: 1975/76